# مثلث بروكار

مثلث بروكار (بالأسود) في مثلث ABC. B1 وB2 هما نقطتا بروكار.

في الهندسة الرياضية، مثلث بروكار في مثلث هو مثلث يتكون بتداخل خطوط تمتد من رأس لنقطة بروكار المقابلة له مع خط يمتد من رأس آخر لنقطة بروكار المقابلة له مع تكوين النقطتين الأخرتين في المثلث باستخدام مجموعتين مختلفتين من الرءوس ونقاط بروكار. يسمى هذا المثلث أيضا بمثلث بروكار الأول؛ حيث يمكن إنشاء مثلثات أخرى مكونة مثلث بروكار في مثلث بروكار وهكذا. مثلث بروكار محاط بدائرة بروكار. سمي المثلث باسم مكتشفه هنري بروكار.